# Palacio del Marqués de Santiago
El palacio del Marqués de Santiago fue una residencia nobiliaria sita en la villa de Madrid, capital de España, en la acera de los impares de la carrera de San Jerónimo. Su fachada se extendía por un trecho que —en la acera opuesta— quedaba comprendido entre la calle del Príncipe y la del Lobo (después llamada de Echegaray). Por el Oeste hacía esquina —y tenía otra fachada— a la calle ancha de la Virgen de los Peligros, después transformada en la de Sevilla. Esta esquina ocupaba un buen pedazo de la actual plaza de Canalejas. Véase la ubicación en este plano de 1800.
Construido en el siglo XVII, poseía una portada barroca y se componía de amplias y elegantes estancias.
Hasta mediados del siglo XIX, fue casa de habitación de los marqueses de Santiago, y sus salones eran muy frecuentados por la aristocracia madrileña. Desde 1848 fue sede del Casino de Madrid, y alojaba en sus bajos el Café de la Iberia. En 1880 el edificio fue derribado para hacer la plaza de las Cuatro Calles (que después se llamó de Canalejas) y la calle de Sevilla (resultante de remodelar la ancha de Peligros).

## La colección de pintura
El II marqués de Santiago, Fernando Agustín Rodríguez de los Ríos, fue muy amante de las bellas artes y académico fundador de la Real de San Fernando (1744). Su actividad de coleccionista la continuó su hijo Cayetano Rodríguez de los Ríos, III marqués, que a finales del siglo XVIII ya atesoraba en este palacio una de las colecciones de arte más importantes de la España de su tiempo, sobre todo de pintura religiosa. Incluía varios grecos, muchos —y escogidos— murillos y el Cristo en casa de Marta y María, de Velázquez, que actualmente está en la National Gallery de Londres.
Su hija Soledad Rodríguez de los Ríos y Lasso de la Vega, V marquesa de Santiago y de la Cimada, aumentó la colección con nuevas adquisiciones, entre ellas varios goyas. El genio de Fuendetodos la retrató dos veces: primero de niña, por encargo de su padre, y de nuevo en 1804, año en que pintó los retratos de Soledad y del marqués de San Adrián, su segundo marido. Representó a ambos al aire libre, siguiendo la moda inglesa neoclásica. La pareja de cuadros adornaba uno de los salones del palacio mientras fue residencia de la familia. El Retrato de la marquesa de Santiago está actualmente en el Museo J. Paul Getty de Los Ángeles (California). Y el del Marqués de San Adrián —uno de los más logrados de Goya— se exhibe en el Museo de Navarra, en Pamplona.

## Fiestas y funciones de teatro
En el palacio de los Marqueses de Santiago tuvieron lugar algunas de las fiestas más suntuosas de la corte en tiempos de Carlos IV.
También se celebraban en sus salones representaciones privadas de teatro, en las que actuaban los propios anfitriones, o familiares y amigos suyos, junto con actores profesionales. En 1796 se representó aquí La Mojigata de Leandro Fernández de Moratín (que no se estrenaría públicamente hasta 1804). El papel principal lo representó la marquesa de Santiago, y el de Don Claudio, un jovencísimo Pedro Agustín Girón, primogénito de los marqueses de las Amarillas y futuro duque de Ahumada.

## La sala egipcia
A finales del XVIII cundían por toda Europa las tendencias orientalistas en arquitectura y decoración. No sólo proliferaban los motivos chinescos, sino también los egiptizantes. La duquesa Cayetana de Alba, árbitro de la moda en la corte de Carlos IV, fue quien introdujo en Madrid el gusto por las egyptienneries, al encargar en 1790 un proyecto de estilo egipcio para la antesala de su Palacio de Buenavista. Pero la marquesa de Santiago

(...) no podía ser menos, y unos años más tarde encargaba a Silvestre Pérez Martínez el diseño de una sala egipcia para su palacio de la Carrera de San Jerónimo. Del proyecto de Silvestre Pérez —que no sabemos si se concretó en planos más elaborados ni si llegó a ejecutarse— sólo nos ha llegado un borrador para uno de los frentes, pero es más que suficiente para concederle un lugar de singular importancia en la egiptomanía española. La estancia comunicaba con dos alcobas cuyas puertas el arquitecto aragonés pensaba flanquear con telamones representando a Antinoo, copias de los ejemplares de la Sala de Cruz Griega del Vaticano, tal y como aparecen en los diseños de Piranesi, tanto en la mencionada serie de las chimeneas como en las decoraciones del Café de los Ingleses en la romana plaza de España; y disponía en el paño intermedio un medallón con un vaso canopo en relieve. Composiciones muy semejantes podían verse en Roma en dos salas egipcias de finales de los años setenta del siglo XVIII: la del Palacio Massimo alle Colonne —diseñada por Antonio Asprucci— y la de Villa Borghese, decorada por Mario Asprucci, hijo del anterior, y por el pintor Tommasso Conca. Todo ello pudo conocerlo Pérez durante su estancia romana, donde contaba con la protección de Azara.
Carlos Saguar Quer

## Casino de Madrid y Café de la Iberia
El 23 de enero de 1848 murió sin descendencia Antonio Hipólito Bernaldo de Quirós y Colón de Larreátegui, VII marqués de Santiago. Su hermano Pedro Pablo, que heredó su título y bienes, prefirió seguir viviendo en su casa de la calle de la Magdalena, y alquiló los pisos principales del palacio al Casino de Madrid, que desde el verano de dicho año tuvo aquí su sede. Durante ocho años la había tenido en la vecina calle del Príncipe n.º 12, por lo que era conocido como Casino del Príncipe. La institución se mudaba para disponer de salones más amplios y elegantes. Un grupo de socios, encabezados por el marqués de Salamanca, se habían rebelado contra la austeridad de los locales de Príncipe: arrojaron a la calle todos los trastos, y consiguieron así que la directiva aprobase el traslado. En el palacio de los Marqueses de Santiago, el Casino se dotó de buen mobiliario y valiosas obras de arte, y se convirtió en escaparate de la vida social madrileña. 
En 1852, el Casino quiso mostrar su adhesión a Isabel II, que había salido con vida del atentado del cura Merino. La primera salida de la reina sería a la Virgen de Atocha, para dar gracias por su restablecimiento, y el cortejo pasaría por la carrera de San Jerónimo. Para tan fausta ocasión, los balcones del palacio de Santiago aparecieron adornados con una monumental estrella de lucecitas de gas.
Años después, los socios quisieron comprar el palacio, pero los propietarios no se avinieron. En 1880 el edificio hubo de ser derribado y el Casino se trasladó a la esquina de las calles Alcalá y Sevilla, al edificio donde estaba el Café Suizo (y en cuyo solar se construiría en 1920 el del Banco de Bilbao). 
Por el mismo año de 1848, en los bajos del palacio se instaló el famoso Café de la Iberia, que fue muy frecuentado por políticos y periodistas de la época, sobre todo progresistas, demócratas y republicanos. Este café, tan próximo a las Cortes, fue el verdadero centro de la vida política madrileña durante el Sexenio Revolucionario.